# 黑颈织雀
黑颈织雀 (Ploceus nigricollis) 是一种分布在非洲中南部地区塞内加尔和安哥拉北部到南苏丹和坦桑尼亚的留鸟 。

## 分类
1805 年，路易·皮埃尔·维埃约首次描述了该物种，并将其命名为“Malimbus nigricollis”。 该描述基于 让·佩兰 在法国马林贝附近为安哥拉卡宾达省的马伦博镇收集的标本。其种加词 nigricollis 是两个拉丁词的缩写，niger 意为“黑色”，而 collis 意为“颈部”。

### 亚种
现存有4个已知的亚种：
- P. n. brachypterus - (Swainson, 1837)：分布在塞内加尔和冈比亚到喀麦隆西部
- P. n. nigricollis - (Vieillot, 1805)：分布在喀麦隆南部到苏丹西部，肯尼亚西部，坦桑尼亚西北部，刚果民主共和国南部和安哥拉
- P. n. po - (Hartert, 1907)：栖息在比奥科岛
- P. n. melanoxanthus - (Cabanis, 1878)：分布在埃塞俄比亚南部和索马里南部到肯尼亚东部及中部和坦桑尼亚东北部

## 特征和习性
黑颈织雀是一种体长约16厘米的鸟类，拥有一个锥形喙。北方品种的成年雄鸟有橄榄绿色的上半身和翅膀，以及黄色的下半身和头。它有着黑色的眼周和腹羽，以及淡黄色的虹膜。非繁殖雄鸟具有一个黄色的头，头上有橄榄色的冠，灰白色的上半身。翅膀仍然是黄色和黑色的。

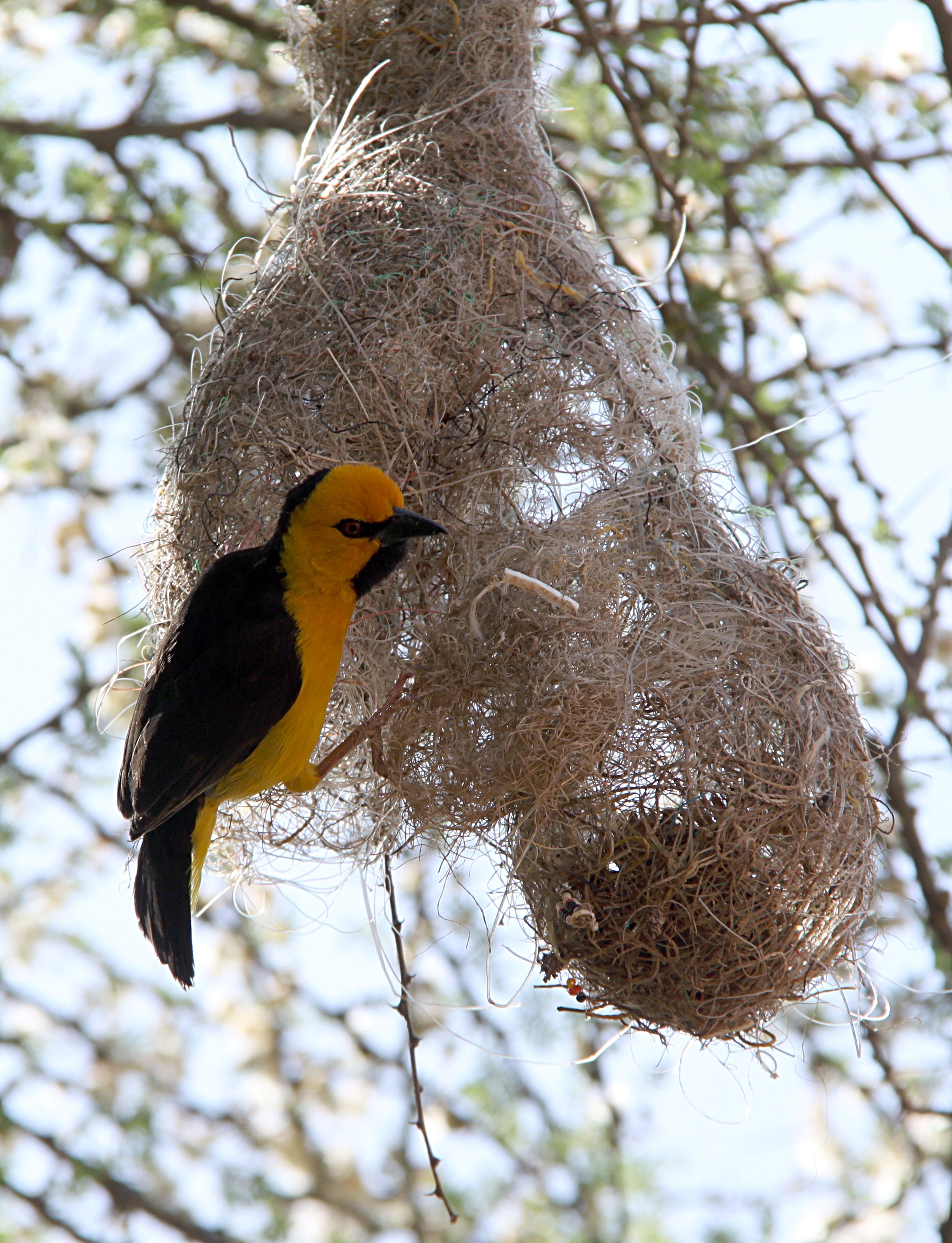
P. n. melanoxanthus

成年雌鸟同样有橄榄绿色的上半身和翅膀，以及黄色的下半身和头。它有黑色的眼周，但是没有腹羽。
分布在尼日利亚向东的南方品种有着不同的外观，例如有着几乎全黑色的上半身和尾羽。
黑颈织雀以植物与昆虫为食。这种鸟的叫声是一种尖锐的啾啾-嘁 。

## 繁衍与栖息地
这种织雀一般栖息在森林中，特别是潮湿的环境。

## 行为和生态环境
黑颈织雀建造一种由草和地锦组成的鸟巢，球形蛋室下方有一直径约14厘米的入口。巢都悬挂在树枝上，巢内一般产2到3个卵
这种鸟成对筑巢，但是在不繁殖的时候形成小群体。